# Dżiddawi Gharbi
Dżiddawi Gharbi (arab. جدعاوي غربي) – wieś w Syrii, w muhafazie Al-Hasaka. W 2004 roku liczyła 164 mieszkańców.